# Løve Herred

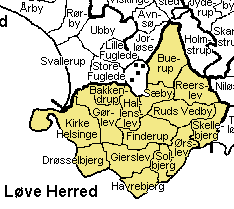
Løve Herred

Løve Herred was een herred in het voormalige Holbæk Amt in Denemarken. Het wordt in Kong Valdemars Jordebog vermeld als Løghæhæreth. In 1970 ging de herred op in de nieuwe provincie Vestsjælland.

## Parochies
De herred was verdeeld in 15 parochies.
- Bakkendrup
- Buerup
- Drøsselbjerg
- Finderup
- Gierslev
- Gørlev
- Hallenslev
- Havrebjerg
- Kirke Helsinge
- Reerslev
- Ruds Vedby
- Skellebjerg
- Solbjerg
- Sæby
- Ørslev